# Холм (Тёмкинский район)
Холм — деревня в Тёмкинском районе Смоленской области России. Входит в состав Долматовского сельского поселения. По состоянию на 2007 год постоянного населения не имеет. 
Расположена в восточной части области в 20 км к северо-востоку от Тёмкина, в 30 км южнее автодороги М1 «Беларусь». В 21 км юго-западнее деревни расположена железнодорожная станция Тёмкино на линии Вязьма — Калуга. 

## История
В годы Великой Отечественной войны деревня была оккупирована гитлеровскими войсками в октябре 1941 года, освобождена в марте 1943 года.